# Marcos Rojo
Faustino Marcos Alberto Rojo (* 20. März 1990 in La Plata) ist ein argentinischer Fußballspieler.

## Sportliche Laufbahn

### Vereinskarriere
Er begann im Jahre 2008 seine Karriere bei Estudiantes La Plata in seiner Heimatstadt. Im Januar 2011 trat er seinen Wechsel nach Russland zu Spartak Moskau an. Im Juli 2012 wechselte Rojo zum portugiesischen Traditionsverein Sporting Lissabon. Im August 2014 kam Rojo für 20 Mio. Euro in die Premier League zu Manchester United. Er unterschrieb einen Fünfjahresvertrag bis zum 30. Juni 2019. Im Gegenzug wurde Nani an Sporting Lissabon verliehen. In der Premier League kam er in 76 Partien für die Red Devils zum Einsatz. Nach einem guten Start wurde er später immer seltener und dreimal sogar in der Reserveelf eingesetzt. Nach einem Leihgeschäft mit Estudiantes de La Plata im Jahr 2020 (ein Erstligamatch) wechselte der Argentinier 2021 permanent in seine Heimat zurück und unterschrieb bei den Boca Juniors.

### Auswahleinsätze
Sein erstes Länderspiel für Argentinien absolvierte er am 9. Februar 2011 bei einem Freundschaftsspiel gegen Portugal. Bei der Copa América 2011 war er an einem Spiel der Nationalmannschaft beteiligt.
Rojo nahm zudem an der Fußballweltmeisterschaft 2014 in Brasilien teil und absolvierte sechs der sieben argentinischen Spiele. Am 25. Juni 2014 erzielte er beim 3:2-Sieg im Gruppenspiel gegen Nigeria sein erstes Länderspieltor. Bei der 0:1-Finalniederlage gegen Deutschland absolvierte er die gesamte Spielzeit von 120 Minuten inklusive Verlängerung. Von der FIFA wurde Rojo in die Top 11 der Weltmeisterschaft gewählt.
Er stand im Kader der Nationalmannschaft Argentiniens für die WM 2018 in Russland. Im letzten Gruppenspiel, dem 2:1 gegen Nigeria, sorgte er mit seinem entscheidenden Tor kurz vor dem Ende der regulären Spielzeit für den Einzug der Argentinier ins Achtelfinale. Seit Oktober 2019 kam er nicht mehr in der A-Auswahl Argentiniens zum Einsatz und steht somit insgesamt derzeit bei 61 Einsätzen und drei Treffern.

## Erfolge
- Vizeweltmeister: 2014
- FA Cup: 2016
- EFL Cup: 2017
- FA Community Shield: 2016
- UEFA Europa League: 2017